# Vlky
Vlky (allemand : Nickelsdorf bei Feilendorf) est un village de Slovaquie situé dans la région de Bratislava.

## Histoire
Première mention écrite du village en 1260.

## Démographie

### Évolution de la population
| Année:               | 1994. | 2004.    | 2014.   | 2024.   |
| -------------------- | ----- | -------- | ------- | ------- |
| Nombre de personnes: | 360   | 407      | 423     | 415     |
| Différence:          |       | +13,05 % | +3,93 % | -1,89 % |

| Année:               | 2023. | 2024.   |
| -------------------- | ----- | ------- |
| Nombre de personnes: | 416   | 415     |
| Différence:          |       | -0,24 % |